# Württembergische H
| Württembergische H und Hh DR-Baureihen 57.3 und 57.4 | Württembergische H und Hh DR-Baureihen 57.3 und 57.4 | Württembergische H und Hh DR-Baureihen 57.3 und 57.4 |
| Württembergische H, Lok 811                          | Württembergische H, Lok 811                          | Württembergische H, Lok 811                          |
| Technische Daten                                     | Technische Daten                                     | Technische Daten                                     |
| ---------------------------------------------------- | ---------------------------------------------------- | ---------------------------------------------------- |
| Bauart                                               | E h2v                                                | E h2                                                 |
| Länge über Puffer                                    | 17.035 mm                                            | 17.035 mm                                            |
| Ø Treibrad                                           | 1.250 mm                                             | 1.250 mm                                             |
| Leistung                                             | k. A. PSi                                            | k. A. PSi                                            |
| Höchstgeschwindigkeit                                | 45 km/h                                              | 45 km/h                                              |
| Kesselüberdruck                                      | 15 kp/cm²                                            | 13 kp/cm²                                            |
| Zylinderdurchmesser                                  | 620 mm                                               |                                                      |
| Kolbenhub                                            | 612 mm                                               | 612 mm                                               |
| Rostfläche                                           | 2,83 m²                                              | 2,6 m²                                               |
| Verdampfungsheizfläche                               | 168 m²                                               | 159 m²                                               |
| Überhitzerheizfläche                                 | 50,5 m²                                              | 46,5 m²                                              |
| mittlere Achslast                                    | 15,2 Mp                                              | 14,8 Mp                                              |
| Lokreibungslast                                      | 76,2 Mp                                              | 73,8 Mp                                              |
| Lokdienstlast                                        | 76,2 Mp                                              | 73,8 Mp                                              |

Die Dampflokomotiven der Gattungen H und Hh wurden zwischen 1905 und 1920 für die Königlich Württembergischen Staats-Eisenbahnen hergestellt.

## Württembergische Staatsbahn
Die ersten acht Maschinen (mit den Bahnnummern 811–818) wurden bis 1909 als Nassdampflokomotiven gebaut. Später wurden die von der Deutschen Reichsbahn übernommenen vier Exemplare (812 und 816–818) auf Heißdampf umgerüstet.
Die 26 Loks der späteren Lieferungen (mit den Bahnnummern 821–846) hatten hingegen schon Heißdampftriebwerke. Die beiden Varianten unterschieden sich äußerlich nur durch eine etwas andere Anordnung der Zylinder. Von diesen gingen 17 an die Reichsbahn. Dort führten sie die Betriebsnummern 57 301–304 für die umgerüsteten Maschinen (H) und 57 401–57 417 für die anderen (Hh). Die Fahrzeuge waren mit einem Schlepptender der Bauart wü 3 T 15,5 ausgestattet.

## Deutsche Reichsbahn
Die letzten dieser Lokomotiven wurden 1935 ausgemustert.